# Liste des gouverneurs actuels des régions du Burkina Faso
Cette page dresse la liste des gouverneurs actuels des 13 régions du Burkina Faso.

## Gouverneurs par région
| Région            | Nom                                 | Depuis (le)  |
| ----------------- | ----------------------------------- | ------------ |
| Boucle du Mouhoun | M. Bado Pierre BASSINGA             | 2022         |
| Cascades          | M. Jean Charles SOME                | 2022         |
| Centre            | Abdoulaye Bassinga                  | 2023         |
| Centre-Est        | M. Boukaré ZOUNGRANA                | 2022         |
| Centre-Nord       | M. Zoewendmanego Blaise OUEDRAOGO   | 2022         |
| Centre-Ouest      | Boubakar Nouhoun TRAORE             | 2023         |
| Centre-Sud        | Mme Josiane Kabré/Zoungrana         | 2021         |
| Est               | M. Hubert YAMEOGO                   | 2022         |
| Hauts-Bassins     | M. Moussa DIALLO                    | 2022         |
| Nord              | M. Raymond David Valentin OUEDRAOGO | 2022         |
| Plateau-Central   | SY Assétou TRAORE                   | 2023         |
| Sahel             | M. Fabien SORGHO                    | 2022         |
| Sud-Ouest         | M. Boureima SAWADOGO                | 20 août 2020 |